# Vers (Haute-Savoie)
Pour les articles homonymes, voir Vers (homonymie).
Vers est une commune française située dans le département de la Haute-Savoie, en région Auvergne-Rhône-Alpes.

## Géographie
Vers se situe dans le Genevois, à une altitude comprise entre 530 et 820 mètres environ, sur le versant nord de la montagne de Sion, à 9 kilomètres de Saint-Julien-en-Genevois, au nord, et à 25 kilomètres d'Annecy, au sud. À l'ouest, on trouve Valleiry, Vulbens, et plus loin Bellegarde et le Jura tandis qu'à l'est, le Salève barre l'horizon.
Vers s'étend sur deux hameaux : Bellossy et Maisonneuve où se trouve la mairie.

## Urbanisme

### Typologie
Au 1er janvier 2024, Vers est catégorisée commune rurale à habitat dispersé, selon la nouvelle grille communale de densité à sept niveaux définie par l'Insee en 2022.
Elle est située hors unité urbaine. Par ailleurs la commune fait partie de l'aire d'attraction de Genève - Annemasse (partie française), dont elle est une commune de la couronne,. Cette aire, qui regroupe 158 communes, est catégorisée dans les aires de 700 000 habitants ou plus (hors Paris),.

### Occupation des sols
L'occupation des sols de la commune, telle qu'elle ressort de la base de données européenne d’occupation biophysique des sols Corine Land Cover (CLC), est marquée par l'importance des territoires agricoles (77,3 % en 2018), en diminution par rapport à 1990 (83,7 %). La répartition détaillée en 2018 est la suivante : 
prairies (39,9 %), terres arables (27,4 %), forêts (11,5 %), zones urbanisées (11,2 %), zones agricoles hétérogènes (10 %).
L'IGN met par ailleurs à disposition un outil en ligne permettant de comparer l’évolution dans le temps de l’occupation des sols de la commune (ou de territoires à des échelles différentes). Plusieurs époques sont accessibles sous forme de cartes ou photos aériennes : la carte de Cassini (XVIIIe siècle), la carte d'état-major (1820-1866) et la période actuelle (1950 à aujourd'hui).

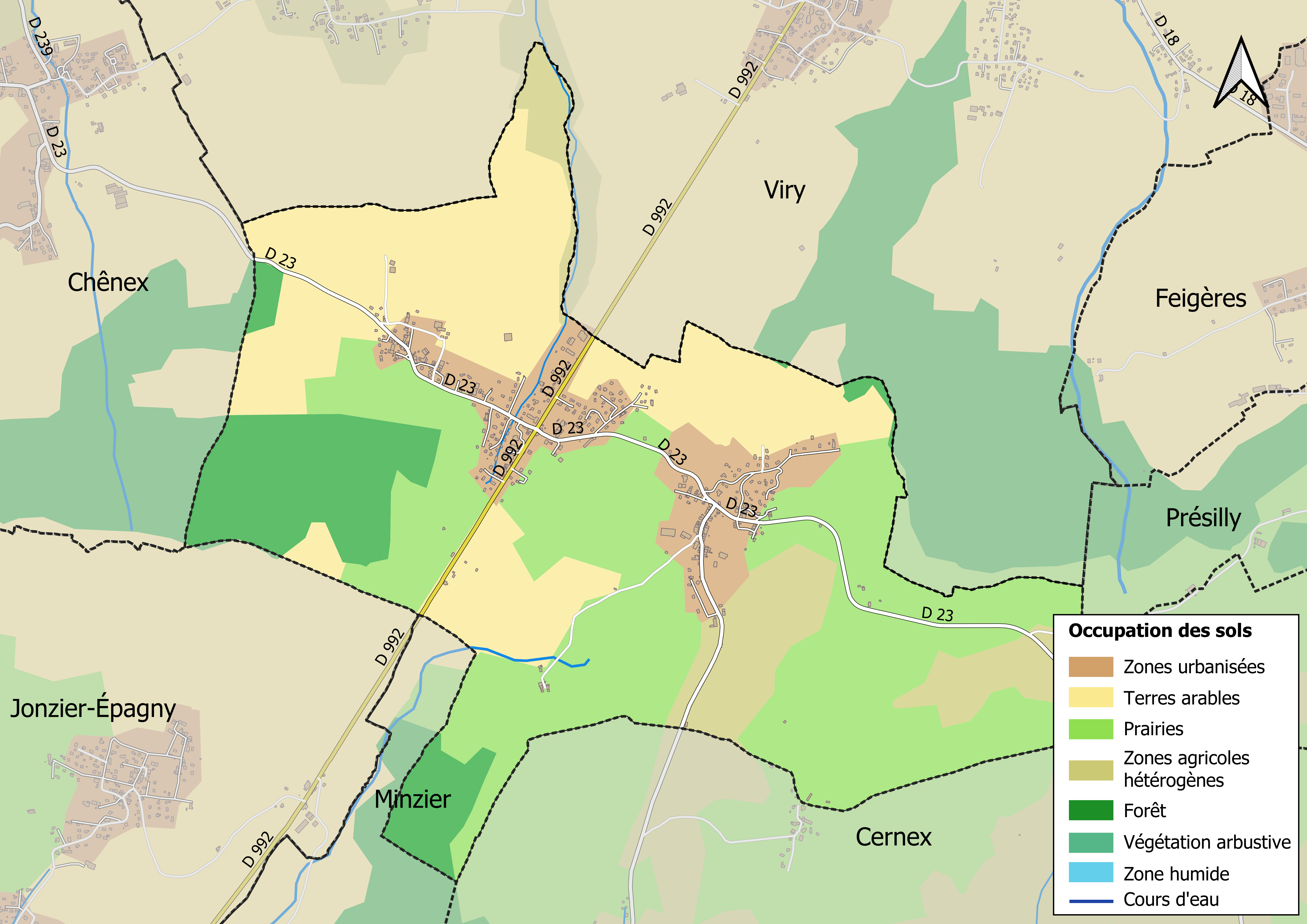
Carte des infrastructures et de l'occupation des sols en 2018 (CLC) de la commune.
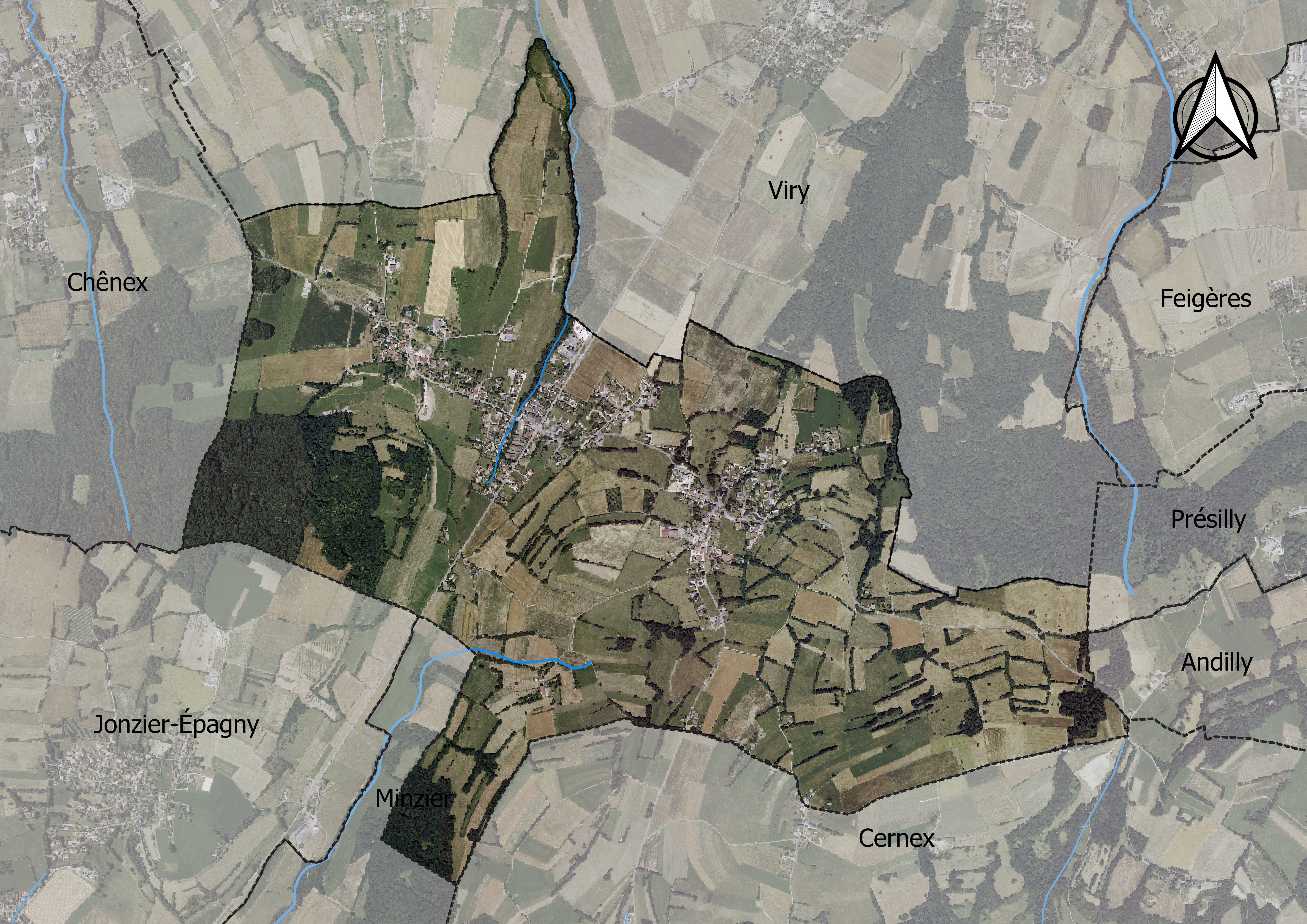
Carte orthophotogrammétrique de la commune.

## Toponymie
Le nom de la commun est mentionné pour la première fois sous la forme "Cura de Ver", vers 1344.
Ni le site d'Henry Suter ou encore le chanoine Gros n'avancent d'hypothèses. Selon Charles Marteaux (1861-1956) de l'Académie florimontane le nom pourrait provenir d'un nom d'homme, Vernus. Une autre hypothèse pourrait que la commune doit son nom à un arbre : l'aulne qui se dit en occitan verno.
En francoprovençal ou arpitan savoyard, le nom de la commune se prononce « Vé » (retranscrit selon la graphie semi-phonétique de Conflans).

## Histoire
La paroisse de Vers est évoquée dans un document de 1259 des Chartreux de Pomier.[réf. nécessaire]
En 1958, un forage de prospection pétrolière a été effectué par la Société Alsacienne des Carburants sur le secteur de Bellossy sur les pentes du Mont Sion. Cette recherche a permis de localiser une zone imprégnée de pétrole mais jugée en quantité insuffisante pour justifier une exploitation. Le gigantesque trou deviendra pour la commune une décharge à ordures.

## Politique et administration
| Période                                  | Période  | Identité         | Étiquette | Qualité                              |
| ---------------------------------------- | -------- | ---------------- | --------- | ------------------------------------ |
| 1977                                     | 2004     | Clovis Excoffier | DVG       |                                      |
| 2004                                     | 2020     | Raymond Villet   |           |                                      |
| 2020                                     | en cours | Joëlle Lavorel   |           | Employée administrative d'entreprise |
| Les données manquantes sont à compléter. |          |                  |           |                                      |

## Démographie
L'évolution du nombre d'habitants est connue à travers les recensements de la population effectués dans la commune depuis 1793. Pour les communes de moins de 10 000 habitants, une enquête de recensement portant sur toute la population est réalisée tous les cinq ans, les populations de référence des années intermédiaires étant quant à elles estimées par interpolation ou extrapolation. Pour la commune, le premier recensement exhaustif entrant dans le cadre du nouveau dispositif a été réalisé en 2006.

En 2022, la commune comptait 962 habitants, en évolution de +14,93 % par rapport à 2016 (Haute-Savoie : +6,01 %, France hors Mayotte : +2,11 %).
| 1793 | 1800 | 1806 | 1822 | 1838 | 1848 | 1858 | 1861 | 1866 |
| ---- | ---- | ---- | ---- | ---- | ---- | ---- | ---- | ---- |
| 227  | 230  | 234  | 311  | 383  | 444  | 409  | 433  | 434  |

| 1872 | 1876 | 1881 | 1886 | 1891 | 1896 | 1901 | 1906 | 1911 |
| ---- | ---- | ---- | ---- | ---- | ---- | ---- | ---- | ---- |
| 433  | 412  | 413  | 421  | 403  | 371  | 358  | 344  | 360  |

| 1921 | 1926 | 1931 | 1936 | 1946 | 1954 | 1962 | 1968 | 1975 |
| ---- | ---- | ---- | ---- | ---- | ---- | ---- | ---- | ---- |
| 336  | 339  | 327  | 317  | 281  | 276  | 255  | 264  | 316  |

| 1982 | 1990 | 1999 | 2006 | 2011 | 2016 | 2021 | 2022 | - |
| ---- | ---- | ---- | ---- | ---- | ---- | ---- | ---- | - |
| 328  | 440  | 528  | 524  | 736  | 837  | 947  | 962  | - |

## Culture locale et patrimoine

### Lieux et monuments
- L'église de Vers, placée sous le patronage de la Nativité de Marie, est de style néo-gothique avec son clocher à bulbe assez rare dans le Pays du Vuache. Une église primitive est mentionnée au XIIIe siècle.  L'édifice contemporain est attribué à Jean-Louis Ruphy (ca 1838); le clocher à bulbe est attribué en 1867 à un autre Ruphy : la date oriente son auteur vers Camille Ruphy.
- La chapelle Notre-Dame-des-Voyageurs, sur le haut du village, dont la première pierre fut bénite le 5 août 1953. Le curé Claudius Fournier, né en 1895, exerça à Vers de 1929 à 1961. Pendant la dernière guerre, il aida des juifs et des résistants à passer la frontière franco-suisse. Il s’était créé un réseau d’amitiés qui se révéla utile. Souvent les juifs arrivaient en taxi. À l’entrée du village, Lise Tremblet les orientait dans la bonne direction. L’abbé les hébergeait chez lui ou chez Marguerite Lachat. Ils passaient à Chancy, Soral, à Annemasse chez le chanoine Jacquet, à travers l’exploitation des Verdonnet ou à Ville-la-Grand chez le père Favre. En 1944, l’abbé sauva le village des flammes quand les nazis s’avançaient. Il décida de construire ce sanctuaire à la suite d’un vœu. La statue fut réalisée par Lucien Gracien, sculpteur à Lyon et inaugurée le 7 octobre 1945 en présence du chanoine Duval, de Chênex, vicaire général. Elle représente la Vierge portant l’Enfant Jésus sous son manteau et tenant une étoile. Chaque premier dimanche d’août, un pèlerinage s'y déroule.
- La pierre à cupules, située sur le Mont (sur les hauteurs du village).

### Vers dans la littérature
Dans le poème d’Aragon, Le Conscrit des cent villages, écrit comme acte de Résistance intellectuelle de manière clandestine au printemps 1943, pendant la Seconde Guerre mondiale, les lignes 73 Vers Pré-en-Paille ou Trinquetaille et 74 Vers Venouze ou vers Venizy peuvent donner lieu à plusieurs interprétations.
Dans la ligne 74, il semble normal de privilégier la lecture de Vers comme une préposition.
En revanche, en l'absence de ponctuation et de répétition de vers avant Trinquetaille, il faut probablement lire la ligne 73 comme une succession de trois noms de villages : Vers, Pré-en-Paille, Trinquetaille.
Vers peut alors faire référence à quatre lieux au choix : 
- Vers, dans le Lot ;
- Vers, en Saône-et-Loire ;
- Vers, en Haute-Savoie  ;
- Vers, un lieu-dit de Saint-Igny-de-Vers, dans le Rhône.

### Personnalités liées à la commune
- Claudius Fournier, curé de la paroisse (1929-1961), Juste parmi les nations[15]. La place de la commune porte son nom depuis 2012.

### Héraldique
| Armes de Vers | Les armes de Vers se blasonnent ainsi : D'or à la croix de sinople chargée de trois épis de blé du champ, posés en barre et rangés en pal. |